# Kvinden og Samfundet
Kvinden & Samfundet ( Mujeres y Sociedad ) es una revista feminista danesa. Es la publicación oficial de la Sociedad Danesa de Mujeres. Fue fundada en 1885 y probablemente sea la revista femenina más antigua del mundo. 

## Historia
La Sociedad Danesa de Mujeres fue fundada en 1871 por Matilde Bajer y su esposo Fredrik y la revista oficial de la Sociedad, Kvinden & Samfundet, se creó en 1885  . Su primera editora fue Elisabeth Grundtvig quien dirigió la revista desde 1885 hasta 1886. Inicialmente, la revista se centró en crear conciencia y crear un debate sobre la posición de las mujeres en la sociedad danesa. El primer número de la revista establece cuatro objetivos específicos: proporcionar información sobre la situación de las mujeres danesas; publicar historias de "países civilizados" sobre la situación de las mujeres y los movimientos feministas en el extranjero; alentar el debate desde diferentes ángulos; y proponer reformas que otorgarían a las mujeres danesas el derecho al voto (otorgado en 1915).
Se publicaron entre 8 y 12 números al año hasta 1899, cuando su frecuencia aumentó a 22 números por año. En 1899, las editoras de Kvinden & Samfundet lanzaron una campaña para aumentar el número de lectoras entre las mujeres de la clase trabajadora mediante la publicación de una serie de artículos sobre sus condiciones de trabajo y de vida; Durante los siguientes 15 años, la revista siguió de cerca la evolución de la legislación sobre el trabajo de las mujeres. De 1913 a 1919, la editora de la revista fue Gyrithe Lemche, escritora e historiadora que también formó parte del comité ejecutivo de la Sociedad Danesa de Mujeres.  Durante la década de 1930, la revista y la Sociedad de Mujeres Danesas alinearon sus puntos de vista con los del Partido Socialdemócrata.
A medida que la Sociedad Danesa de Mujeres creció, Kvinden & Samfundet funcionó como herramienta de comunicación entre la afiliación en todo el país.  Con el tiempo, a medida que el movimiento feminista en Dinamarca progresó y las desigualdades de género disminuyeron, la revista cambió de dirección; su contenido ahora explora cuestiones de género, política y cultura desde una perspectiva feminista neutral. Actualmente, la revista está dirigida por un equipo de edición voluntario.  Se publica cinco veces al año, cada edición cuesta 50 kr  .

## La revista de mujeres más antigua del mundo
En su sitio web, Kvinden & Samfundet afirma ser la revista femenina más antigua del mundo.  En un libro de 2013 llamado El movimiento de mujeres en protesta, instituciones e Internet, la politóloga sueca Drude Dahlerup señala que Kvinden & Samfundet es probablemente la revista feminista más antigua del mundo.